# Ершовка (приток Тошни)
Ершовка — река в России, протекает по Вологодскому району Вологодской области. Устье реки находится в 30 км от устья Тошни по правому берегу. Длина реки составляет 14 км.
Ершовка начинается в лесах к юго-западу от нежилой деревни Мормужево (Сосновское сельское поселение) и в 24 км к юго-западу от Вологды. Течёт на север, крупных притоков нет.
В верхнем течении ненаселена, в нижнем течении на реке находятся нежилая деревня Вахрушево (Старосельское сельское поселение, правый берег) и деревни Пирогово и Прохорово (Сосновское сельское поселение, правый берег). Чуть выше места впадения реки в Тошню стоят деревни Язвицево и Терпелка.

## Данные водного реестра
По данным государственного водного реестра России относится к Двинско-Печорскому бассейновому округу, водохозяйственный участок реки — Северная Двина от начала реки до впадения реки Вычегда, без рек Юг и Сухона (от истока до Кубенского гидроузла), речной подбассейн реки — Сухона. Речной бассейн реки — Северная Двина.
Код объекта в государственном водном реестре — 03020100312103000006486.